# 2018년 동계 올림픽 봅슬레이 남자 2인승
2018년 동계 올림픽의 봅슬레이 남자 2인승 종목은 2018년 2월 18일부터 2월 19일까지 대한민국 평창군 알펜시아 슬라이딩 센터에서 진행되었다. 총 18개국 30팀 60명이 참가하였다. 경기 결과 캐나다의 저스틴 크립스, 알렉산더 코패츠와 독일의 프란체스코 프리드리히, 토르슈텐 마르기스가 0.01초까지의 동일한 기록으로 공동 금메달을 획득하였다. 라트비아의 오스카르 멜바르디스와 야니스 스트렌가는 동메달을 획득하였다.

## 예선 통과 국가
2017-18시즌 (월드컵, 유럽대회, 아메리카컵 포함)에서 상위 세 국가는 총 세 팀까지 내보낼 수 있다. 그 다음 여섯 국가는 두 팀을 내보내며, 그 이후의 순위는 남은 아홉 팀의 출전권이 떨어질 때까지 고루 배정된다. 단 대한민국은 개최국 지위로서 팀이 자동 진출된다.
세 팀 출전 국가
- 독일
- 캐나다
- 미국

두 팀 출전 국가
- 라트비아
- 러시아 출신
- 스위스
- 오스트레일리아
- 중화인민공화국
- 체코

한 팀 출전 국가
- 폴란드
- 프랑스
- 모나코
- 루마니아
- 브라질
- 오스트레일리아
- 영국
- 크로아티아
- 대한민국

## 결과
2월 18일 오후 8시 5분부터 1,2차 시도를, 2월 19일 오후 8시 15분부터 3,4차 시도를 진행한다.
각 기록의 시간 위에 표시된 이탤릭체는 그 시기에서의 스타트 시간을 의미한다. SR - 스타트 기록, TR - 트랙 기록. 각각의 시간 중 가장 좋은 기록은 굵은 글씨로 표시했다.
| 순위 | 번호 | 국가           | 이름                                                                    | 1차      | 2차   | 3차      | 4차   | 합계    | 차이  |
| ---- | ---- | -------------- | ----------------------------------------------------------------------- | -------- | ----- | -------- | ----- | ------- | ----- |
| 1    | 6    | 캐나다         | 저스틴 크립스 알렉산더 코패츠                                           | 49.10    | 49.39 | 49.09    | 49.28 | 3:16.86 | –     |
| 1    | 7    | 독일           | 프란체스코 프리드리히 토르슈텐 마르기스                                 | 49.22    | 49.46 | 48.96 TR | 49.22 | 3:16.86 | –     |
| 3    | 13   | 라트비아       | 오스카르 멜바르디스 야니스 스트렌가                                     | 49.08 TR | 49.54 | 49.08    | 49.21 | 3:16.91 | +0.05 |
| 4    | 11   | 독일           | 니코 발터 크리스티안 포저                                               | 49.12    | 49.27 | 49.32    | 49.35 | 3:17.06 | +0.20 |
| 5    | 10   | 독일           | 요하네스 로흐너 크리스토퍼 베버                                         | 49.24    | 49.34 | 49.09    | 49.47 | 3:17.14 | +0.28 |
| 6    | 30   | 대한민국       | 원윤종 서영우                                                           | 49.50    | 49.39 | 49.15    | 49.36 | 3:17.40 | +0.54 |
| 7    | 14   | 캐나다         | 닉 폴로니어토 제스 럼스던                                               | 49.48    | 49.48 | 49.33    | 49.45 | 3:17.74 | +0.88 |
| 8    | 15   | 오스트리아     | 벤야민 마이어 마르쿠스 자머                                             | 49.41    | 49.47 | 49.32    | 49.56 | 3:17.76 | +0.90 |
| 9    | 9    | 라트비아       | 오스카르스 치베르마니스 마티스 미크니스                                 | 49.21    | 49.57 | 49.32    | 49.70 | 3:17.80 | +0.94 |
| 10   | 8    | 캐나다         | 크리스토퍼 스프링 라셀스 브라운                                         | 49.38    | 49.58 | 49.56    | 49.72 | 3:18.24 | +1.38 |
| 11   | 12   | 스위스         | 리코 피터 시몬 프리들리                                                 | 49.72    | 49.53 | 49.52    | 49.49 | 3:18.26 | +1.40 |
| 12   | 2    | 영국           | 브래드 홀 조엘 피어론                                                   | 49.37    | 49.50 | 49.67    | 49.80 | 3:18.34 | +1.48 |
| 13   | 23   | 프랑스         | 로맹 하인리히 도리앙 오테르빌                                           | 49.74    | 49.73 | 49.55    | 49.46 | 3:18.48 | +1.62 |
| 14   | 19   | 미국           | 저스틴 올슨 이번 웨인스토크                                             | 49.66    | 49.55 | 49.53    | 49.80 | 3:18.54 | +1.68 |
| 15   | 24   | 오스트리아     | 마르쿠스 트라이흘 킬리안 발리                                           | 49.67    | 49.67 | 49.56    | 49.66 | 3:18.56 | +1.70 |
| 16   | 17   | 스위스         | 클레멘스 브라허 미카엘 쿠오넨                                           | 49.73    | 49.90 | 49.64    | 49.56 | 3:18.83 | +1.97 |
| 17   | 21   | 체코           | 도미니크 드보르자크 야쿠프 노세크                                       | 49.70    | 49.63 | 49.67    | 49.86 | 3:18.86 | +2.00 |
| 18   | 26   | 루마니아       | 미하이 크리스티안 텐테아 치프리안 니콜라에 다로치                       | 49.69    | 49.72 | 49.93    | 49.64 | 3:18.98 | +2.12 |
| 19   | 25   | 모나코         | 루디 리날디 보리스 베인                                                 | 49.85    | 49.69 | 49.68    | 49.80 | 3:19.02 | +2.16 |
| 20   | 18   | 러시아 출신    | 알렉세이 스툴네브 바시일리 콘드라텐코                                   | 49.77    | 49.99 | 49.74    | 49.87 | 3:19.37 | +2.51 |
| 21   | 16   | 미국           | 닉 커닝햄 하킴 압둘사부                                                 | 49.96    | 50.11 | 49.62    | 빈칸  | 2:29.69 | 빈칸  |
| 22   | 3    | 오스트레일리아 | 루카스 마타 데이빗 마리                                                 | 49.88    | 50.04 | 49.87    | 빈칸  | 2:29.79 | 빈칸  |
| 23   | 29   | 체코           | 얀 브르바 야쿠프 하블린                                                 | 49.93    | 50.07 | 49.86    | 빈칸  | 2:29.86 | 빈칸  |
| 24   | 22   | 폴란드         | 마테우시 루티 크시슈토프 틸코브스키                                     | 49.87    | 50.10 | 49.92    | 빈칸  | 2:29.89 | 빈칸  |
| 25   | 20   | 미국           | 코디 배스큐 샘 맥거피                                                   | 50.03    | 50.16 | 49.90    | 빈칸  | 2:30.09 | 빈칸  |
| 26   | 27   | 중화인민공화국 | 리춘좐 왕시동                                                           | 50.13    | 50.21 | 50.15    | 빈칸  | 2:30.49 | 빈칸  |
| 27   | 1    | 브라질         | 이드송 빈질라치 이드송 히카르두 마르칭스                                | 50.14    | 50.22 | 50.35    | 빈칸  | 2:30.71 | 빈칸  |
| 28   | 5    | 러시아 출신    | 막심 안드리아노프 유리 셀리호프 (1-2차 시도) 루슬란 사미토프 (3차 시도) | 50.27    | 50.58 | 49.98    | 빈칸  | 2:30.83 | 빈칸  |
| 29   | 28   | 중화인민공화국 | 진지안 시하오                                                           | 50.47    | 50.17 | 50.33    | 빈칸  | 2:30.97 | 빈칸  |
| 30   | 4    | 크로아티아     | 드라젠 실리치 베네딕트 닉팔                                             | 50.76    | 50.91 | 50.99    | 빈칸  | 2:32.66 | 빈칸  |